# Airport Express (Praha)

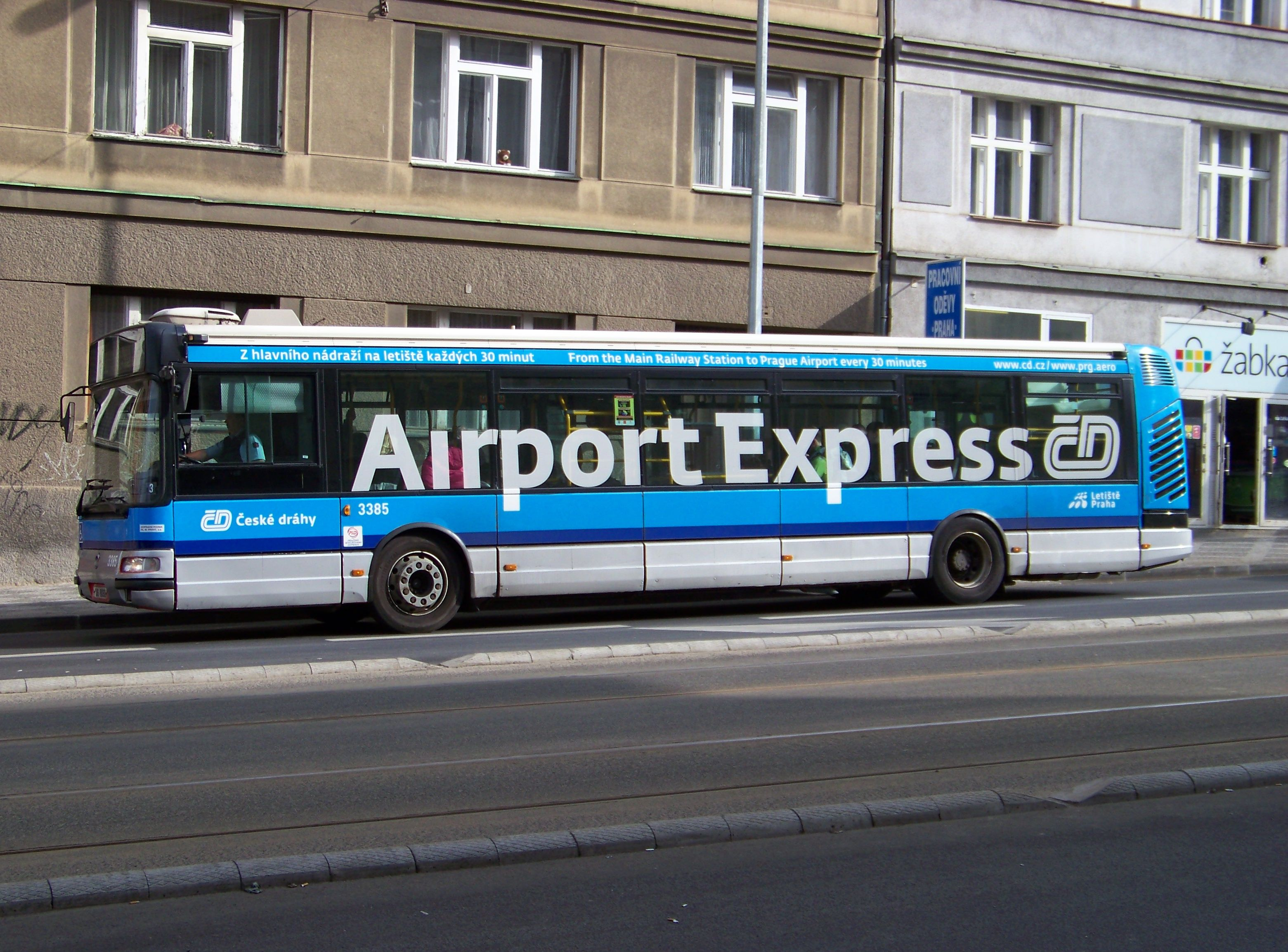
Autobus linky AE v korporátních barvách ČD ve Svatovítské ulici v Dejvicích, únor 2014

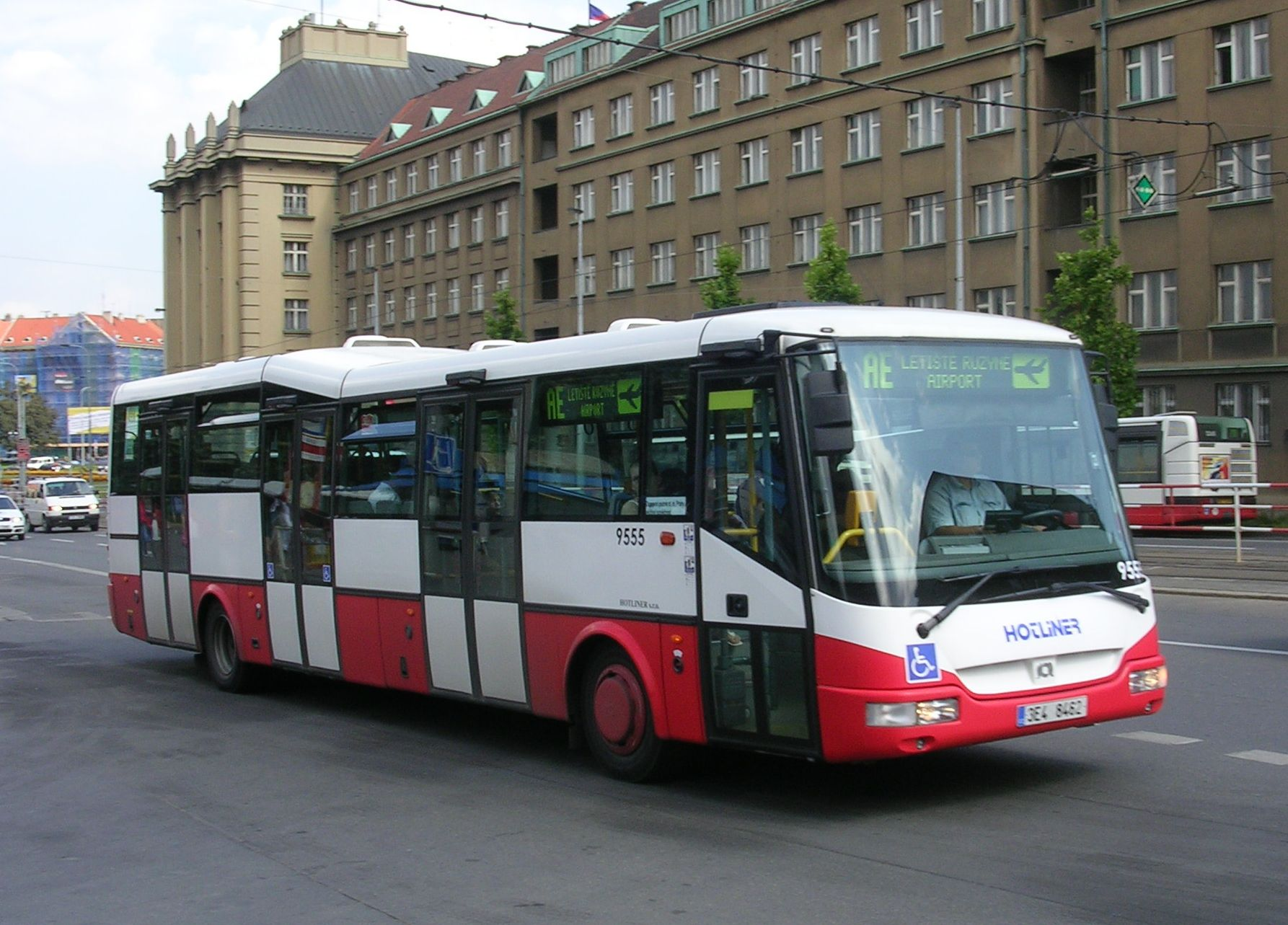
Autobus SOR BN 12 společnosti Hotliner na lince AE provozované Dopravním podnikem hl. m. Prahy, červenec 2009

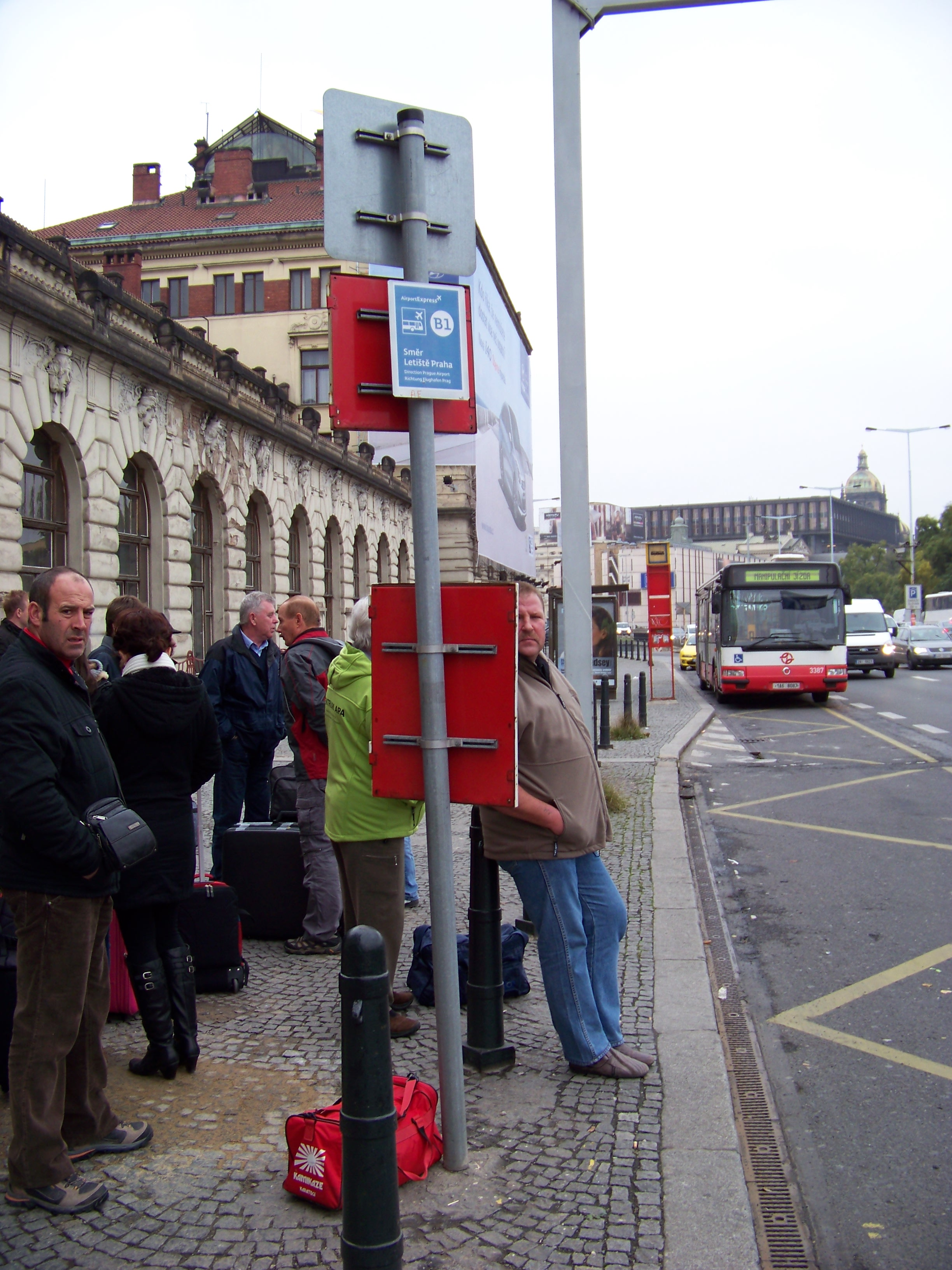
Zastávka linky AE ve Wilsonově ulici u hlavního nádraží

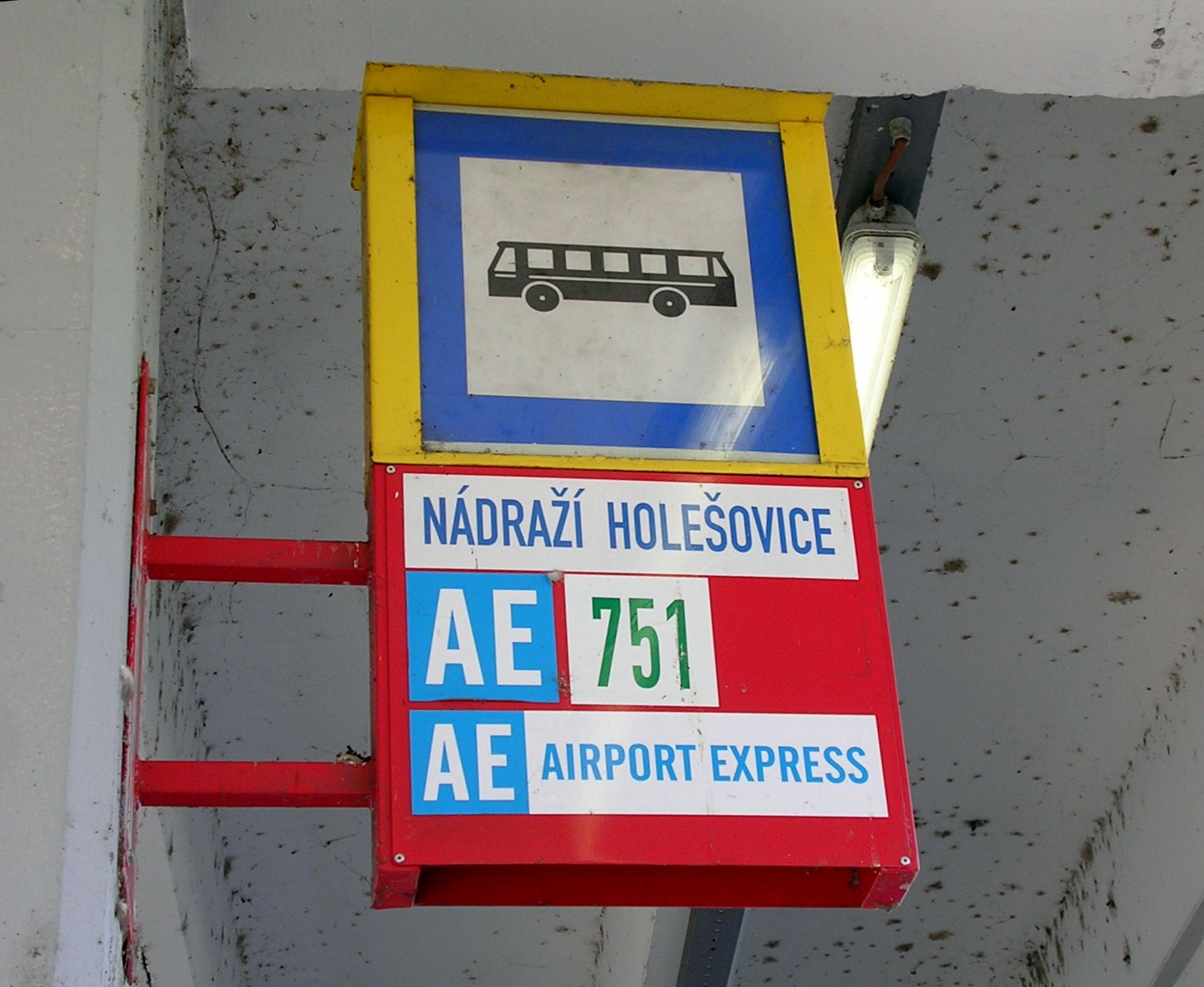
Označení linky na nástupní zastávce Nádraží Holešovice, rok 2006

Airport Express, zkráceně AE, licenční číslo 103120, v datech PID původně kódována jako linka č. 790 od 29. dubna 2017 kódové označení změněno na 290, je speciální autobusová linka Pražské integrované dopravy na Letiště Václava Havla v Praze, provozovaná Dopravním podnikem hl. m. Prahy. Linka je sice prezentována jako součást PID, avšak neplatí na ní žádné časové přestupní jízdenky PID, ale pouze speciální nepřestupní jízdné PID. Zavazadla a jízdní kola musí být zabalena podle podmínek letecké dopravy.

## Historie
Linka byla z iniciativy Českých drah a organizace ROPID v souvislosti se zavedením vlaků SC Pendolino zavedena 11. prosince 2005 v trase Nádraží Holešovice – Letiště Ruzyně, interval byl 30 minut, jízdní doba ve směru k letišti byla 30 až 35 minut, ve směru z letiště 30 až 50 minut. Linka neměla žádné mezilehlé zastávky. Původní zastávka Letiště Ruzyně byla u dnešního Terminálu 1, od 17. ledna 2006 byla zřízena zastávka i u nově otevřeného Terminálu 2, obě společně s linkami MHD. 9. prosince 2007 byly obě zastávky u letiště přejmenovány z Terminál Sever 1 a Terminál Sever 2 na Terminál 1 a Terminál 2. 28. května 2006 byla na lince obousměrně zřízena zastávka Dejvická, určená pouze pro dopravu k letišti a z letiště. V zastávce Nádraží Holešovice (umístěné u jižního výstupu stanice metra Nádraží Holešovice)  navazovaly mimo jiné na vlaky SC Pendolino, které byly provozovány jako společné (codesharové) spoje ČD a ČSA pod kódovým označením SC*/OK jako doplnění leteckého spojení ČSA na trase Ostrava - Praha a zpět (6 párů spojů denně). Po otevření úseku metra IV. C 2 (Ládví – Letňany) 9. května 2008 došlo k přemístění nástupní/konečné zastávky Nádraží Holešovice do autobusového nádraží u železniční stanice Praha-Holešovice.
14. prosince 2008 byla trasa změněna na: Hlavní nádraží – Masarykovo nádraží (Z, jen výstup) – Dejvická – Terminál 1 (T) – Terminál 2 – Terminál 1 (Z) – Letiště Ruzyně (T) Od 11. prosince 2011 byla ve směru na Hlavní nádraží zřízena zastávka Náměstí Republiky, určená jen pro výstup. 5. října 2012 byla konečná zastávka přejmenována z Letiště Ruzyně na Letiště. 14. prosince 2014 byla na lince zrušena zastávka Dejvická. Ve směru na letiště je jízdní doba zhruba 33 minut, ve směru z letiště 46 minut.
Autobus jezdí denně zhruba od 6 do 22 hodin v intervalu 30 minut. V letní sezóně od června do září je linka posilována: v sezóně 2013 byl dopolední interval od 9 do 14 hodin zkrácen z 30 na 20 minut, v letní sezóně 2014 v denní době od 8 do 16 hodin na 20 minut, v roce 2015 byl v době od 8 do 19 hodin, v opačném směru od 9 do 20 hodin, zkrácen již na 15 minut. S ohledem na stále rostoucí počet cestujících je od 1. června 2016 během dopoledního období cca do 14 hodin zkrácen interval na 10 minut, na linku bude v tomto období nasazeno až 12 autobusů.
V roce 2013 autobusovou linku využilo téměř 400 tisíc lidí. Od ledna do dubna 2014 se linkou svezlo 106 tisíc cestujících, což bylo o 18 procent více než za stejné období předchozího roku. V roce 2015 stouply tržby na lince oproti roku 2014 téměř o 3 miliony Kč a počet cestujících za rok 2015 dosáhl hranice půl milionu.
Linka byla do 15. prosince 2019 provozována ve spolupráci s Českými drahami. Linka byla součástí smlouvy o závazku veřejné služby mezi hlavním městem Prahou (zastoupeným organizací ROPID) a Českými drahami, DPP ji provozoval na základě smlouvy s Českými drahami. Linka byla sice prezentována jako součást PID, avšak neplatily na ní žádné časové přestupní jízdenky PID, ale pouze speciální nepřestupní jízdné PID, železniční jízdenky Českých drah a mezinárodní železniční jízdenky.
Linka byla v roce 2020 od 17. března dočasně zrušena.

## Tarif

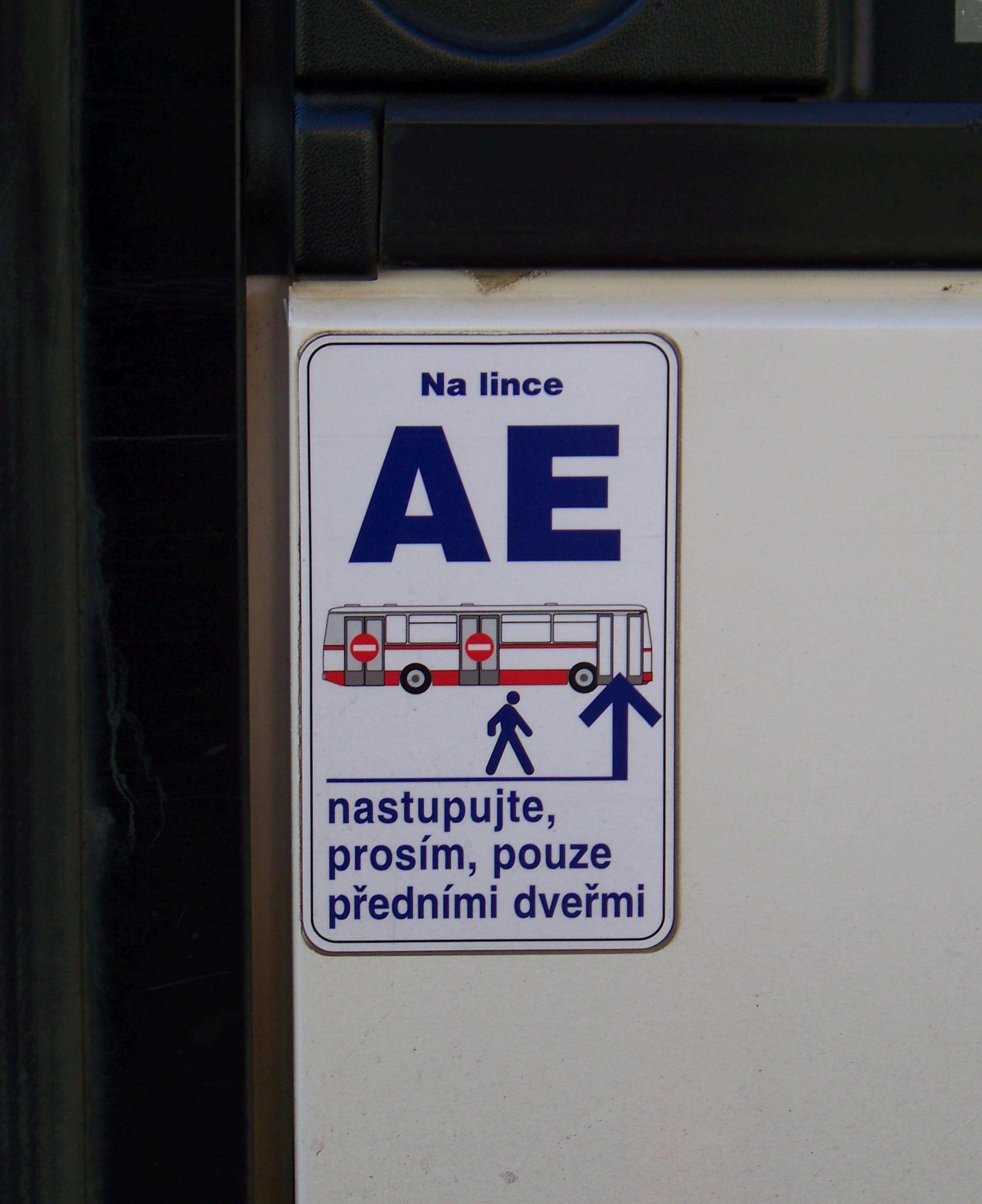
Na lince je zaveden nástup pouze předními dveřmi

V původní trase linky k nádraží Holešovice platilo na lince AE obyčejné a zvláštní jízdné ČD typu SuperCity (obou tříd) a všechny jednosměrné jízdenky ČD do 1. vozové třídy. Jízdenky ČD pro Airport Express platily i na lince metra C mezi stanicemi Nádraží Holešovice a Hlavní nádraží. Cestující ČSA v rámci rezervace "letenky" pro spoj SC Pendolino získávali také nárok na bezplatnou přepravu transferovým autobusovým spojením Airport Express. Pro linku platil tarif 1. třídy, tarifní vzdálenost mezi oběma zastávkami byla 16 km. Jízdenky podle speciálního tarifu Pražské integrované dopravy, které bylo možno zakoupit u řidiče, stály 45 Kč, dětské 25 Kč.
Základní nepřestupné jízdné na lince podle speciálního tarifu PID byla60 Kč (oproti 32 Kč jízdného běžnou MHD), mezi zastávkou Dejvická a letištěm byla cena jen 40 Kč, avšak v ceně byla zahrnuta i doprava zavazadel, kterou v běžné MHD je třeba platit zvlášť. Děti platí poloviční jízdné. Tyto jízdenky se kupují při nástupu přímo u řidiče autobusu, jiné druhy jízdenek se v autobuse neprodávají.
Na lince AE platí všechny druhy jízdních dokladů Českých drah do nebo ze stanice Praha letiště/Airport, včetně jízdenek zakoupených v eShopu ČD nebo přes službu TeleTiket, a některé síťové jízdenky ČD. Jízdenka nahraná na In-kartě však musí být předložena v tištěné podobě. U elektronických jízdenek nestačí samotný kód transakce, ale musí být předložena jízdenka vytištěná nebo zobrazená na displeji. Na lince AE platí též mezinárodní železniční jízdenky do stanice Praha Airport. Od června 2014 České dráhy zahájily prodej svých jízdenek přímo na letišti, v turistickém informačním centru Pražské informační služby.
České dráhy společně s Letištěm Václava Havla Praha zavedly[kdy?] jízdenku „VLAK + Letiště Praha“. Lze ji zakoupit pouze jako zpáteční pro 2. vozovou třídu, a to z jakékoliv železniční stanice, kde staví vlaky ČD, do stanice Praha letiště/Airport (BUS). Tuto jízdenku však nelze zakoupit v eShopu ČD. Sleva je ve výši 25 % z běžné ceny zpáteční jízdenky, platnost jízdenky je prodloužena na 30 dní. Pro cestu zpět musí být jízdenka označena razítkem Letiště Praha, které je podmíněno předložením palubní vstupenky z letu, kterým cestující do Prahy přiletěl.
Železniční dopravce RegioJet zavedl[kdy?] speciální tarifní nabídku „ RegioJet + Letiště Praha“, v jejímž rámci vydá jízdenku na autobus AE palubní personál ve vlaku nebo pobočka Student Agency v hale letištního terminálu 1. Původně dopravce nabízel tuto možnost pouze v rámci zpáteční jízdenky s platností 60 dnů, později ji rozšířil i na jednosměrnou jízdenku.

## Vozy
Na linku byly nasazovány nízkopodlažní vozy Irisbus Citybus 12M s rozšířeným prostorem pro uložení zavazadel. Část vozů měla karoserii polepenou podle Najbrtova korporátního designu vozů Českých drah.
Kolem roku 2009 jezdily na lince částečně nízkopodlažní autobusy SOR BN 12 dopravce Hotliner. 10 vozů tohoto typu měl Dopravní podnik hl. m. Prahy a. s. pronajatých od výrobce, později si pět z těchto vozů pronajal od dopravce Hotliner s. r. o. a provozoval je převážně na lince AE.
Od letní sezóny 2015 jsou na linku nasazovány také dva klimatizované velkoprostorové vozy Irisbus Crossway, které byly po otevření prodloužení linky metra A do Motola staženy ze zrušené linky pro invalidní cestující H2.